# 1630 Milet
1630 Milet è un asteroide della fascia principale del diametro medio di circa 20,03 km. Scoperto nel 1952, presenta un'orbita caratterizzata da un semiasse maggiore pari a 3,0283760 UA e da un'eccentricità di 0,1682045, inclinata di 4,53794° rispetto all'eclittica.
L'asteroide è dedicato all'astronomo francese Bernard Milet.